# جارثي رودريجيث دي مونتالبو

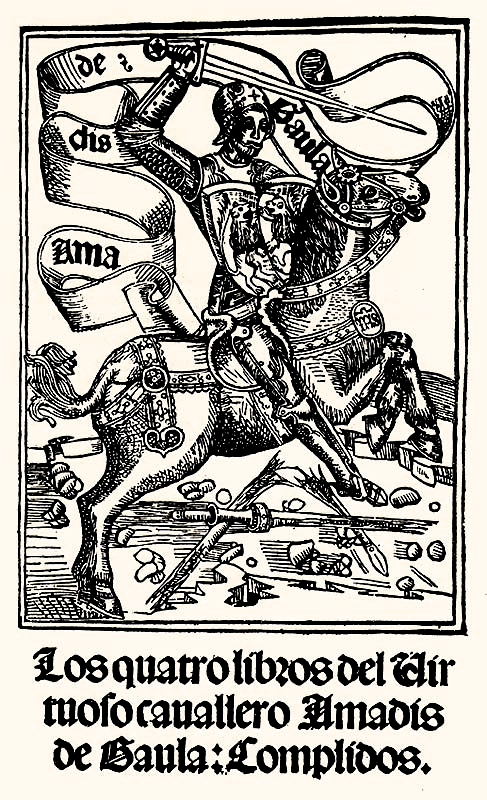
الطبعة الأولى من أماديس دي جاولا لجارثي رودريجيث دي مونتالبو والتي طبعت في سرقسطة من قبل خورخي كوثي عام 1508.

جارثي رودريجيث دي مونتالبو (بالإسبانية: Garci Rodríguez de Montalv)‏ كاتب إسباني ينتمي إلى عصر ما قبل النهضة، وُلد عام 1450. كتب إنجازات إيسبلانديان كتتمة لأماديس دي جاولا في عام 1510. أشار دي مونتالبو في كتابه إلى أسطورة كاليفيا، التي يُعتقد أنها أصل اشتقاق كلمة كاليفورنيا، والتي جاءت على الأرجح من الجنة الخيالية المأهولة بالأمازونيات السود والتي حكمتها الملكة كاليفيا. كانت مملكة الملكة كاليفيا أو كالافيا، حسب لمونتالفو، تشتمل على أراض نائية تقطنها الفتوخ ومجموعة من الحيوانات الغريبة وأيضا كانت أراضي غنية بالذهب. اشتهر بروايته الشهيرة أماديس دي جاولا عام 1508. وتُوفي عام 1505.